# 安西マリア
安西 マリア（あんざい マリア、1953年〈昭和28年〉12月16日 - 2014年〈平成26年〉3月15日）は、日本の歌手、女優。東京都出身。本名、柴崎 麻利子。B80cm、W56cm、H82cm（1974年1月）。身長158cm、B85、W57、H85。血液型A型。趣味は映画鑑賞、ゴルフ、ネイルアート、特技は英語。死亡時点での所属事務所は10-POINTだった。

## 来歴・人物

### 生い立ち
東京都大田区北千束生まれ。ドイツ人とのクォーター（祖父がドイツ人）とする記事は少し違い、『財界にっぽん』1977年1月号で、安西自ら「母方の祖父が日本とドイツの混血なので8分の1の混血です。ドイツ語は喋れません」などと話している。また「歌手なんかにはちっともなりたくなかった。父がパンナムの極東支配人なので、私も英語スクールに真面目に通ってパンナムのサービス関係の仕事をしようと思っていました」と言う。一人っ子。
大田区立赤松小学校～大田区立大森第六中学校～大東学園女子高等学校卒業後、1972年10月、銀座のクラブ「徳大寺」で働いているところを上条英男にスカウトされる。銀座でホステスをやっていたことは、デビュー当初は隠していたため、「高校卒業後、ブラブラしているところをスカウトされる」と書かれた文献や、『財界にっぽん』1977年1月号では、安西自ら「高校3年の時、日比谷の美容院に行き、ケーキが食べたくなって喫茶店に入り、そこでスカウトされました」と話している。

### 芸能界へ
1973年、“チョコレート・マリア”のキャッチフレーズで、シングル「涙の太陽」（エミー・ジャクソンのカバー曲）で歌手デビュー。ハワイで焼いた小麦色の肌から、「灼熱の恋人」と言われた。このデビュー曲で50万枚以上を売り上げるヒットを記録。同年（昭和48年度）大晦日の第15回日本レコード大賞（TBSテレビ・ラジオ）で新人賞を受賞。同じく新人賞を受賞したのは安西の他に桜田淳子（最優秀新人賞を獲得）、あべ静江、アグネス・チャン、浅田美代子の合計5人（全員女性歌手だった）。
エキゾチックな小顔と引き締まったプロポーションでグラビアにも登場して男性を魅了。また音楽面でも高護は、「おしゃれな身のこなしと天性のリズム解釈は、いわゆる修練した『歌手』とは別の地平から生まれたもので、1974年の第5弾シングル「恋の爆弾」はバッド・ガール歌謡のひとつの完成型といえる」と高く評価している。
1975年7月リリースのシングル「涙のジャニー・ギター/モナリザ」と、同名のアルバムを最後に東芝からビクターに移籍。
1975年、美容室の器械で背中に火傷に遭う。
ヒット曲は出なくなり、映画やテレビで女優として活躍。1976年、松田優作主演の東映映画『暴力教室』で生徒にレイプされる女教師を演じる。同年「ホリプロ」傘下の芸能事務所から「竹野エージェンシー」に移籍。これは安西が希望したもので、2年後の裁判時に竹野が強気に出た理由の一つ。同社の社長・竹野博士は、東映『仁義なき戦い』登場人物のモデルにもなった人物。また阪神タイガースに所属したこともある元プロ野球選手。後述する竹野が逮捕された際に警視庁からマスメディアに竹野の前歴が詳細に発表された。

### 失踪事件
1978年4月8日、安西がレコーディングをすっぽかし、マスメディアが騒ぎ始めたため、隠しきれないと判断され、4月13日に「竹野エージェンシー」で記者会見が行われ、安西が失踪して連絡が取れないと公表された。「kマネージャーとの"恋の逃避行"」などとスポーツ紙や女性週刊誌が騒ぎ、事務所も行方が分からず仕事を15本キャンセルした。翌4月14日、安西の父が玉川署に娘の家出人捜索願を出した。捜索願の提出を母親が渋っていたため、竹野は安西マリアは両親には居場所を知らせているのではないかと疑いを持ち、母親に「Kマネージャーはある会社の金を持ち逃げしている。このままだとマリアも共犯の疑いをもたれる」と電話したら、折り返し母親から「Kマネージャーはその会社と連絡を取って返金を約束している」と話したという。この騒動に周防郁雄バーニングプロダクション社長は「たとえ本人が現れて謝罪しても、多くの人に迷惑をかけた今回の行動は許されるべきではない。周りの人はマリアに引退勧告すべきだし、レコード会社もすぐ新曲を中止にするべきです。厳しすぎるかも知れませんが、そうすることが芸能界の将来にプラスになると思います」と述べた。1978年4月21日に失踪が報じられていた安西と元マネージャーKが弁護士を伴って麻布署に現れ、「暴行、強要に被害届」を提出。この告訴によって竹野は、5月6日に警視庁組織犯罪取締本部と麻布署に暴行、強要の疑いで逮捕され、48時間警察勾留の後、10日間の検察勾留、1978年5月17日から公判に入り、竹野が過去、暴力団の組長だった経歴も明らかにされた。事務所とのトラブルも発覚し裁判沙汰となり、安西が法廷で、芸能界の内幕を暴露する証言を行い、芸能史に残る大事件に発展した。
1978年5月17日から公判に入り、同年8月7日、東京地裁刑事二十一部で行われた第二回公判では、安西が失踪から4ヵ月ぶりに人前に姿を現し、ロッキード公判並みの報道陣が東京地裁前に押し寄せた。安西は検察側証人として証言台に立ち、「芸能界は既に引退している」と話した上で、芸能界の内幕を暴露する証言を行った。
これに対抗して1978年9月22日にあった第5回公判で、竹野側から反論があり、暴露合戦の泥試合となった。実父が竹野と裁判所以外で交渉を持った際、足を洗った竹野が実父を追い払い強気に出た。Kマネージャーは妻子のある身であるのにもかかわらず、看板タレントに手を出し、会社の金の使い込みも発覚し、竹野が暴行を働いたのも事実で、安西は竹野が怖くて逃げ出したものだったが、当時の芸能界関係者は元ヤ〇ザはザラ。毎日新聞記者牧太郎は「芸能界の一部は暴〇団的体質に汚染されている。捜査当局は暴〇団員か準構成員とみなしてる芸能プロ関係者は10人を超す」と話していた。竹野の経歴はベテラン芸能記者には周知の事実で、安西・Kマネージャーとも芸能界での評判が良くなかったことから、安西側を擁護する論調はマスメディアからはほとんど出なかった。竹中労は「芸能界に実演というものがある限り、暴〇団と手を切ることは出来ない相談なんです。芸能プロ側も実演なしでは食っていけない。一流タレントでもテレビの出演料は僅かです。レコードが売れても音楽出版権は各テレビ、ラジオ局が作った音楽出版社にほとんど取られてしまう。原盤権や歌唱印税も群がる関係先に吸い取られてしまう。ところが実演は日だてで、200万は上がる。そういう実演を引き受ける興行屋のほとんどは暴〇団か、それに深い繋がりを持つからです」などと解説した。加東康一は「どっちもどっちの五十歩百歩ですね。問題のポイントは芸能界の体質です。マネージャーと称する人たちが安月給でタレントと組んで"職内"を公然とやっていることも事実です。今回の問題はそれがさらに高じて芸能事務所としてはタレントがマネージャーと組んで独立するのを怖れるからなんです。この両者の組み合わせで独立し、最後はマネージャーが捨てられた例はいくらでもありますね。このパターンは戦後芸能界の歴史みたいなものです」などと解説した。
1978年5月17日から数度公判を重ねて、翌1979年1月19日、東京地裁が竹野に懲役10ヶ月（執行猶予3年）の判決を言い渡した。1979年6月25日、竹野が控訴を取り下げ有罪が確定した。竹野が4ヵ月に及ぶ勾留生活を続けたこと、以前は暴力団幹部だったが、以後は正業を務めていたこと、事件によって竹野の事務所は活動停止に追い込まれ、社会的制裁を受けていることを考慮し、予想外に軽い判決が言い渡され、詰めかけた報道陣も間からどよめきが沸き起こった。安西の失踪から裁判まで、一連の事件は週刊誌だけではなく、全国紙でも大きく報道され、竹野が元暴〇団員であることも詳しく書かれた。竹野は翌1980年に再び芸能事務所を興し、芸能界に復帰した。

### 芸能界引退～復帰
公判期間（1978年5月17日～1979年6月25日）中の夏に法廷で安西の口から「元歌手」の言葉が出て芸能界を事実上引退し、ハワイへ移住した。1983年に先のKマネージャーではないデビュー当時のマネージャーで芸能事務所社長と結婚し、帰国し一男をもうけるが、4年で離婚。1999年に知人に頼まれ、六本木のライブハウスで歌を再開し、マスメディアに取り上げられたことから、芸能界に復帰し、ジュエリーの発表やライヴショーなどの活動を展開。2013年にテレビ番組で自らうつ病を発症していたことを告白した。
2014年3月8日午後、所属事務所より詳細な病状がFAXで報道各社に報告された。2月20日に自宅で異常を訴えて救急搬送され、搬送直後に急性心筋梗塞と診断された。3月8日の安西の所属事務所からのFAXの時点で自力呼吸は出来る状態であるとされていた。同日午前のスポーツニッポンの報道で、安西は約1時間にわたって心臓が停止し一旦は蘇生したが、脳死状態に移行したことが報じられた。
翌週3月15日夜、都内の病院で急性心筋梗塞のため死亡。翌16日に安西の所属事務所より公表された。60歳没。
突然の死に、安西と同じく1973年末の日本レコード大賞・新人賞を獲得したアグネス・チャンとあべ静江の2人も共に大きなショックを受け、各自身のブログで哀別のコメントを発表した。

## ディスコグラフィ

### シングル
| #                    | 発売日               | A/B面                | タイトル                                     | 作詞                 | 作曲                 | 編曲                 | 規格品番             |
| 東芝音楽工業→東芝EMI | 東芝音楽工業→東芝EMI | 東芝音楽工業→東芝EMI | 東芝音楽工業→東芝EMI                         | 東芝音楽工業→東芝EMI | 東芝音楽工業→東芝EMI | 東芝音楽工業→東芝EMI | 東芝音楽工業→東芝EMI |
| -------------------- | -------------------- | -------------------- | -------------------------------------------- | -------------------- | -------------------- | -------------------- | -------------------- |
| 1                    | 1973年 7月5日        | A面                  | 涙の太陽                                     | 湯川れい子           | 中島安敏             | 川口真               | TP-2870              |
| 1                    | 1973年 7月5日        | B面                  | 砂に消えた涙                                 | 漣健児               | P.Soffici            | 川口真               | TP-2870              |
| 2                    | 1973年 9月20日       | A面                  | 愛のビーナス                                 | 千家和也             | 鈴木邦彦             | 川口真               | TP-2916              |
| 2                    | 1973年 9月20日       | B面                  | 泪にかえて                                   | 千家和也             | 鈴木邦彦             | 川口真               | TP-2916              |
| 3                    | 1974年 1月20日       | A面                  | 針のくちづけ                                 | 千家和也             | 鈴木邦彦             | 鈴木邦彦             | TP-2975              |
| 3                    | 1974年 1月20日       | B面                  | 誘惑の年頃                                   | 千家和也             | 鈴木邦彦             | 鈴木邦彦             | TP-2975              |
| 4                    | 1974年 5月5日        | A面                  | 早いもの勝                                   | 千家和也             | 鈴木邦彦             | 鈴木邦彦             | TP-20003             |
| 4                    | 1974年 5月5日        | B面                  | ためらう年頃                                 | 千家和也             | 鈴木邦彦             | 鈴木邦彦             | TP-20003             |
| 5                    | 1974年 9月5日        | A面                  | 恋の爆弾                                     | 安井かずみ           | かまやつひろし       | 柳田ヒロ             | TP-20049             |
| 5                    | 1974年 9月5日        | B面                  | エンド・マーク                               | 安井かずみ           | かまやつひろし       | 柳田ヒロ             | TP-20049             |
| 6                    | 1975年 3月20日       | A面                  | あなたに敗けそう                             | なかにし礼           | 井上忠夫             | 川口真               | TP-20115             |
| 6                    | 1975年 3月20日       | B面                  | 遠い愛情                                     | なかにし礼           | 井上忠夫             | 川口真               | TP-20115             |
| 7                    | 1975年 7月20日       | A面                  | 涙のジャニー・ギター                         | なかにし礼           | V.Young              | 川口真               | TP-20159             |
| 7                    | 1975年 7月20日       | B面                  | モナリザ                                     | なかにし礼           | J.Livingston         | 川口真               | TP-20159             |
| ビクター             |                      |                      |                                              |                      |                      |                      |                      |
| 8                    | 1976年 8月1日        | A面                  | サヨナラ・ハーバーライト                     | 橋本淳               | 響わたる             | あかのたちお         | SV-6039              |
| 8                    | 1976年 8月1日        | B面                  | 海辺の誘惑                                   | 橋本淳               | 響わたる             | あかのたちお         | SV-6039              |
| 9                    | 1976年 12月1日       | A面                  | センチメンタル・グループ・サウンズ           | 橋本淳               | 響わたる             | 馬飼野康二           | SV-6126              |
| 9                    | 1976年 12月1日       | B面                  | やけっぱちロック                             | 橋本淳               | 響わたる             | 馬飼野康二           | SV-6126              |
| 10                   | 1977年 7月1日        | A面                  | 南十字星                                     | 中山大三郎           | 中山大三郎           | 高田弘               | SV-6232              |
| 10                   | 1977年 7月1日        | B面                  | 想い出のサンセット                           | 中山大三郎           | 中山大三郎           | 高田弘               | SV-6232              |
| 11                   | 1978年 2月1日        | A面                  | 恋のスイング                                 | 来生えつこ           | 来生たかお           | 水谷公生             | SV-6360              |
| 11                   | 1978年 2月1日        | B面                  | アイ・ウォント アイ・ニード アイ・ラブ・ユー | 荒木一郎             | アイ高野             | 萩田光雄             | SV-6360              |

その他のシングル
- ひと足お先に（1978年、ビクター）※幻のラスト・シングル

### アルバム
- マリア登場 / 涙の太陽（1973年8月5日、東芝音楽工業）
- 早いもの勝 （1974年、東芝EMI）
- 涙のジャーニー・ギター （1975年、東芝EMI）
- マリア・グラフィティ （1977年、ビクター音楽産業）
- 夏はケ・セラ・セラ（2006年7月1日／ベルグ、BERG-1216）

## 出演

### 映画
- ルパン三世 念力珍作戦（1974年8月3日公開、東宝 / 国際放映、目黒祐樹主演） - 謎の女 役
- 暴力教室（1976年7月1日公開、東映、松田優作主演） - 花房悦子 役

### テレビドラマ
- 金曜ドラマ 別れの午後（1973年10月 - 、TBS、若尾文子 主演）
- バーディー大作戦（1974年5月 - 、TBS、丹波哲郎 主演） - ミッチー 役
- 事件狩り（1974年5月 - 、TBS、石立鉄男 主演）第4話「夜明けのさよなら」
- 幸福ゆき（1975年、TBS）
- 非情のライセンス 第2シリーズ 第93話「兇悪のM16自動小銃」（1976年、NET、天知茂 主演） - 菊池真理 役
- 子連れ狼 第3部 第7話「忍五輪」（1976年、日本テレビ、萬屋錦之介 主演） - 茜 役
- 五街道まっしぐら!（1976年10月 - 、NET、村野武範 主演） - かがり 役
- 駆けろ!八百八町（1977年、NET） - お雪 役
- 銀河テレビ小説 駱駝の夢（1976年3月 - 、NHK総合、米倉斉加年 主演）
- 大江戸捜査網（1977年-1978年、東京12チャンネル、里見浩太朗 主演）第307話「初見参お銀仇討ち始末」〜第334話「むすめ隠密涙の旅立ち」 - 隠密同心・はやぶさお銀 役

### ビデオ・DVD
- 大江戸捜査網〜初見参お銀 仇討ち始末〜（2000年、バップ）
- ルパン三世 念力珍作戦（2004年、東宝ビデオ）
- 暴力教室（2005年、東映ビデオ）

### 写真集
- Dear.M（2012年11月30日、竹書房、撮影：佐藤健）ISBN 978-4812492628
- 「60-Maria Sixty-」(2013年11月20日、双葉社）